# Gangapura, Kolar
Gangapura là một làng thuộc tehsil Kolar, huyện Kolar, bang Karnataka, Ấn Độ.